# Milies
Milies (în greacă Μηλιές) este un sat grecesc din prefectura Magnesia, situat la o altitudine de 400 m. Localitatea se află la o distanță de 28 km de reședință prefecturii Volos.

## Personalități
- Anthimos Gazis
- Grigorios Konstantas
- Daniel Philippidis

## Orașe înfrățite
- Lapithos, Cipru
- Bălți, Republica Moldova